# Голицын, Владимир Сергеевич
Князь Владимир Сергеевич Голицын (16 [27] марта 1794 — 19 [31] января 1861, Москва) — тайный советник, генерал-майор, участник Наполеоновских войн и Кавказских походов; знакомый Пушкина и Лермонтова, известный меломан и музыкант.

## Служба
Младший из десяти сыновей генерала Сергея Фёдоровича Голицына и племянницы Потемкина Варвары. Начал службу в Министерстве коммерции и в 1810 году был пожалован в камер-юнкеры.
С началом Отечественной войны поступил корнетом в 3-й Уланский казачий полк; был произведён в поручики. Участвовал в сражениях при Лютцерне, Бауцене, Рейхенбахе, Лейпциге; за бой под Мангеймом получил орден Св. Георгия 4-й ст. и произведён в штабс-ротмистры, после чего был переведён в лейб-гвардии Конно-егерский полк. При взятии Парижа Голицын был тяжело ранен пулей в щиколотку правой ноги, и рана эта никогда не закрывалась.
29 января 1817 года Голицын был пожалован флигель-адъютантом императора Александра I, в следующем году произведён в капитаны, в 1819 году — в майоры с переводом в Переяславский конно-егерский полк, стоявший в Тамбове; в 1823 году был переведён в Нижегородский драгунский полк, которым командовал с 1827 года в чине полковника, который потом передал новому командиру — Н. Н. Раевскому. Участвовал в разных экспедициях на Кавказе, где был ранен в плечо.
В 1829 году князь Голицын, обыгравший на крупную сумму графа В. А. Мусина-Пушкина, вынужден был оставить службу; он перешёл в Министерство иностранных дел. В 1835 году вышел в отставку с чином действительного статского советника. В 1839 году долги заставили его поступить на военную службу в Кавказский корпус в чине полковника, в 1843 году произведён в генерал-майоры и назначен командиром центра Кавказской линии, поэтому позднее получил прозвище «Centre», что означает «Центральный».
В 1849 году князь Голицын вследствие размолвки с М. С. Воронцовым вышел в отставку тайным советником и поселился в Москве в своём доме у Бутырской заставы, в бывшей городской усадьбе Вадковских (Ф. И. Вадковский — первый владелец). После  усадьбой владела Надежда Васильевна Шепелева (в девичестве Энгельгардт), сестра матери Сергея Федоровича, который и стал наследником имения. В Москве он стал почётным и старейшим членом Английского клуба.
В 1855 году во время Крымской войны 62-летний князь Голицын опять поступил на военную службу и командовал московским ополчением.
Умер Владимир Сергеевич 19 января 1861 года в Москве и был похоронен в родовой усыпальнице на Миусском кладбище.

## Частная жизнь
Владимир Сергеевич Голицын, «всегдашний повеса и вечный хохотун», был фигурой очень известной в обществе. Хорошо знавший Голицына А. М. Фадеев писал о нём: 
У него была страсть к каламбурам, более или менее удачным, которыми он пересыпал все свои речи. Он был тонкий гастроном, любил хорошо поесть, а еще более угощать других, и великий мастер устраивать всякие светские увеселения: сочинял стихи, водевили,  пел комические и сатирические куплеты собственного сочинения и сам себе аккомпанировал на фортепиано.
Голицын был знаменит на всю Москву как неистощимый и остроумный весельчак, организатор бесконечных праздников и забав. Своей острой сатирой он иногда больно ранил самолюбие властных особ и портил с ними отношения. В доме его устраивались музыкальные вечера, собирались артисты и литераторы, время он проводил в балах, маскарадах, в концертах. Он отличался умом и способностями, был большим знатоком и любителем музыки, не чуждался и литературы; любил казаться ценителем словесности, любил знакомиться с выдающимися людьми и покровительствовать талантам.
Среди сочинений Голицына романс «Дарует небо человеку» на стихи Пушкина. Поэт был хорошо знаком с Владимиром Голицыным и его женой. Известно, что они встречались в 1829 году, в первой половине 1831 года, когда Пушкин жил в Москве. Поэт упоминает о Голицыне в своем дневнике. Сохранились письма князя к Пушкину. Голицын посылал Пушкину сочинение Бальзака «Физиологию брака», вышедшее в Париже в 1830 году, «Мемуары» Байрона, опубликованные Томасом Муром. Французское издание их, вышедшее в 1830 году в 5 томах, было в библиотеке Пушкина и внимательно читалось им, по свидетельству Вяземского, в том же 1830 году
.

### Дружба с Лермонтовым
Знаком был Голицын и с поэтом М. Ю. Лермонтовым. Каждое лето Владимир Сергеевич приезжал на лечение с семьей в Пятигорск, и вокруг него собиралось лучшее общество приезжих из России и Кавказской армии. В 1841 году к обществу князя примкнул и М. Ю. Лермонтов.
Среди их развлечений во времена поэта одним из излюбленных были прогулки к пятигорскому подземному озеру Провал.
Эмилия Шан-Гирей писала: 
Князь Владимир Сергеевич Голицын, умевший хорошо устраивать празднества, любил доставлять удовольствие молодежи. Однажды он вздумал сделать сюрприз такого рода: устроил помост над Провалом.., такой прочный и обширный, что на нем без страха танцевали в шесть пар кадриль, этот висячий мост держался долго. Любопытные спускались на блоке до самой воды.
В начале июля 1841 года произошла размолвка между лермонтовским кружком и Владимиром Голицыным из-за устройства публичного бала для местного общества. По одной версии, друзья разошлись из-за того, что отказались пригласить на этот бал какую-то даму, которую хотел там видеть Голицын. По другой — Голицын пренебрежительно отозвался о всем кружке знакомых Лермонтова, заявив: «Здешних дикарей надо учить».
В Пятигорске тогда состоялось два бала: запомнившийся всем импровизированный бал в гроте Дианы, организованный при участии Лермонтова, и бал в Ботаническом саду, устроенный Голицыным. Многие говорили о том, что бал в гроте Дианы был устроен Лермонтовым в пику Голицыну.
Князь Голицын всегда относился к М Ю. Лермонтову со вниманием и уважением. Будучи в 1839—1842 годах командующим кавалерией на левом фланге Кавказской линии в отряде П. Х. Граббе, Голицын, высоко оценил участие Лермонтова в осенней экспедиции 1840 года в Малую Чечню, в рапорте начальству указывал, что поэт действовал «всюду с отличною храбростью и знанием дела», проявив 30 октября во втором сражении при р. Валерик «опыт хладнокровного мужества». В заключение Голицын представлял Лермонтова к награждению золотой саблей с надписью «За храбрость».

## Фрейлина Туркестанова
Владимир Голицын в молодости пользовался большим успехом у женщин. Вигель Ф. Ф. писал о нём: 
Более всех из братьев наделал шуму меньшой Владимир, употребляя во зло дары природы; его называли Аполлоном, он имел силу Геркулеса и был ума веселого, затейливого, и оттого вся его жизнь была сцепление проказ, иногда жестоких, иногда преступных, редко безвинных.

А. М. Фадеев писал о Голицыне : 
В сущности он был умный и добрый человек, хотя жизнь его, исполненная авантюр всякого рода, навевала иногда тень на иные его поступки.

Такова была трагическая смерть княжны Туркестановой, связанная с его именем. Эта история произошла в 1818—1819 годах в Петербурге. Фрейлина Варвара Ильинична Туркестанова (1775—1819), несмотря на свои годы, была: 
Пленительного характера, натура увлекающаяся и склонная к причудам, азиатское происхождение семьи придавало ей весь шарм восточной женщины.
 Туркестанова увлеклась Голицыным, одновременно у неё была любовная связь с императором Александром I. Современники так и не поняли, что испытывал к Туркестановой сам Голицын. Одни говорили, что он будто бы держал на неё пари и даже подкупил горничную; другие, что Голицын был серьёзно влюблен в Туркестанову, но, застав у неё ночью Александра I, решил прекратить с ней отношения.

Весной 1819 года незамужняя фрейлина Туркестанова родила дочь, а 20 мая 1819 года Варвара Ильинична скончалась или от родов, или, приняв яд. Кто был отцом ребёнка так и осталось тайной, современники обвиняли попеременно то Голицына, то императора. Изучение переписки Туркестановой с Кристином, тоже не рассеивает тумана, окружающего её кончину. Княжна всегда тепло и сердечно отзывалась о Вольдемаре Голицыне, радовалась его успехам и огорчалась его неудачам: 
Он раскаивается во всех своих безумных поступках; в нём заронены семена всего доброго и прекрасного, но никто не позаботился о их развитии; у него есть ум и доброе сердце.
Официально было объявлено, что фрейлина Туркестанова умерла от холеры. Её дочь князь Голицын взял себе и дал ей своё отчество, девочку окрестили Марией, но в семье её прозвали Мими. Она вышла замуж за И. А. Нелидова, но в 1843 году умерла.

## Семья
Жена (с 1 июля 1821 года) — Прасковья Николаевна Матюнина (1798—1881), атакарская помещица, дочь надворного советника Н. Ф. Матюнина. По словам А. М. Фадеева, Голицын считался не очень хорошим семьянином, хотя ценил свою жену, достойнейшую женщину, и любил своих детей. Похоронена на Миусском кладбище в Москве.  Дети:
- Надежда (1822—24.02.1833[12]), умерла от кори.
- Сергей (1823—1879), коллежский секретарь, писатель. Был женат на Наталье Николаевне Обресковой (22.07.1848—1924), дочери Натальи Фёдоровны Ивановой[13].
- Александр (31.03.1825—21.06.1864), полковник. Был женат на Марии Ивановне Похвисневой (1836—01.12.1896)[K 2].
- Владимир (1826—1844), юнкер егерского полка, погиб на Кавказе.
- Дмитрий Старший (1828—30.03.1831[15])
- Александра (03.02.1831[16]—1900), основательница Скорбященского монастыря на месте родительской усадьбы в Вадковском переулке.
- Дмитрий Младший (183.—1835)

## Награды
- Орден Святой Анны 4-й степени (22.02.1813)
- Орден Святой Анны 2-й степени (20.01.1814, алмазные знаки 25.01.1828)
- Орден Святого Георгия 4-й степени (12.12.1817)
- Орден Святого Владимира 3-й степени
- Орден Святого Станислава 1-й степени (31.10.1845)
- Орден Святой Анны 1-й степени (05.02.1847)
- Орден «Pour le Mérite» (Пруссия) (10.1814)

### Комментарии
1. ↑  Удивительно, что ещё в 1833 году А. С. Пушкин был уверен в финансовом благополучии В. С. Голицына; в мае, в письме к шурину Д. Н. Гончарову он писал из Петербурга: «…Князь Владимир Сергеевич Голицын сейчас находится здесь, и я с ним говорил о вас и вашем деле. Он мне показался расположенным оказать вам услугу и сказал, что в конце месяца будет в Москве, где вы сможете с ним переговорить. Если вы устроите этот заем, я вас попросил бы одолжить мне на шесть месяцев 6000 рублей, в которых я очень нуждаюсь и которые не знаю, где взять; так как князю Голицыну совершенно все равно одолжить 35 или 40 000, и даже больше, это тот источник, из которого вы будете так добры почерпнуть…»
2. ↑  С. А. Зернова писала: «… молодая обаятельная княгиня пользовалась большим успехом. Поездки верхом, блестящие балы, с одной стороны, а с другой — выстаивание долгих служб по пять часов — всё это сочеталось в ней. Она ко всему относилась с рвением. На Кавказе появилась холера, и молодая княгиня самоотверженно обходила больных по саклям, сама давала лекарства и растирала щётками заболевших, не думая о себе и не боясь заразы. Она не была счастлива с первым мужем, овдовев решила идти в монастырь, но, влюбившись в своего зятя, вышла за него замуж[14].» Её вторым мужем стал дипломат Константин Михайлович Веригин (1813—1882), который «к первой своей жене и сыну от неё относился равнодушно, а Марию Ивановну любил горячо, как и четырёх детей от неё. Они были счастливы и дружны до конца его жизни[14].» Их старший сын С. К. Веригин.